# Язно (озеро, Пустошкинский район)
Я́зно — озеро в Забельской волости Пустошкинского района Псковской области. По северо-восточному берегу проходит граница с Новосокольническим районом.
Площадь — 7,06 км² (706,0 га; с островами — 7,7 км² или 770,0 га). Максимальная глубина — 25,0 м, средняя глубина — 12,5 м. Вытянуто с запада на восток на более чем 8 км.
На берегу озера расположены деревни: Копнино, Мельница, Анушиха, Петраши, Пружинец.
Проточное. Относится к бассейну реки Великой, с которой соединяется рекой Язница, также иногда обозначаемая как безымянная протока, длиной 2 км.
Тип озера лещово-уклейный с ряпушкой. Массовые виды рыб: щука, окунь, плотва, лещ, ряпушка, язь, линь, налим, ерш, красноперка, щиповка, верховка, вьюн, пескарь, уклея, густера, быстрянка, карась, голец, бычок-подкаменщик, девятииглая колюшка.
Для озера характерно: илисто-песчаное дно, камни.

## Примечательные факты
В 1970-х годах под руководством профессора Леонида Фирсова из Института физиологии им. И. П. Павлова АН СССР на островах этого озера проводились наблюдения за поведением вывезенных сюда из Колтушей на летний период обезьян. По окончании экспериментов, на экраны вышли научно-популярные фильмы «Обезьяний остров», «Косматые Робинзоны».